# Jaculus jaculus
Jaculus jaculus је врста глодара из породице скочимиш (Dipodidae). 

## Распрострањење
Ареал врсте Jaculus jaculus обухвата већи број држава у северној Африци и у југозападној Азији. 
Врста има станиште у Алжиру, Буркини Фасо, Египту, Еритреји, Ирану, Јемену, Јордану, Катару, Кувајту, Израелу, Либији, Малију, Мароку, Мауританији, Нигерији, Нигеру, Оману, Саудијској Арабији, Сенегалу, Сирији, Сомалији, Судану, Тунису и Уједињеним Арапским Емиратима.

## Станиште
Станишта врсте су полупустиње и пустиње до 1.500 метара надморске висине.

## Угроженост
Ова врста није угрожена, и наведена је као последња брига јер има широко распрострањење.